# Melpomeni Nelaj
Melpomeni Nelaj z d. Mano (ur. 7 lutego 1932 w Elbasanie, zm. 3 marca 1981 w Tiranie) – albańska śpiewaczka operowa (sopran).

## Życiorys
W latach 1947–1951 uczyła się w klasie wokalnej liceum artystycznego Jordan Misja w Tiranie, pod kierunkiem J. Trui. W 1956 rozpoczęła pracę solistki w Teatrze Opery i Baletu. Na scenie narodowej zadebiutowała w roli Haty w operze Sprzedana narzeczona Bedřicha Smetany. W roku 1960 została mianowana solistką w Ludowym Zespole Pieśni i Tańca, w którym występowała do końca swojej kariery artystycznej, śpiewając pieśni ludowe. Kilkakrotnie wraz z zespołem występowała na festiwalach folklorystycznych.